# Baryt
Baryt, auch als Schwerspat bekannt, ist ein häufig vorkommendes Mineral aus der Mineralklasse der „Sulfate und Verwandte“ (siehe Klassifikation) mit der chemischen Zusammensetzung Ba[SO4] und damit chemisch gesehen Bariumsulfat.
Baryt kristallisiert im orthorhombischen Kristallsystem und entwickelt meist gut ausgebildete, tafelige bis prismatische Kristalle bis etwa 85 cm Größe mit einem harz- bis glasähnlichen Glanz auf den Oberflächen. Er findet sich aber auch in Form von kamm- bis rosettenförmigen Kristall- sowie faserigen, stalaktitischen, körnig-erdigen oder massig-derben Mineral-Aggregaten.
In reiner Form ist Baryt farblos und durchsichtig. Durch vielfache Lichtbrechung aufgrund von Gitterfehlern oder polykristalliner Ausbildung kann er aber auch durchscheinend weiß sein und durch Fremdbeimengungen eine graue, gelbliche, bräunliche, rötliche, grünliche oder bläuliche Farbe annehmen, wobei die Transparenz entsprechend abnimmt.

## Etymologie und Geschichte
Baryt wurde nach altgriechisch βαρύς barýs, deutsch ‚schwer‘, benannt aufgrund seiner für ein Mineral relativ hohen Dichte von 4,5 g/cm³. Auch die  Bezeichnung  weist auf diese Eigenschaft hin.
Baryt war als Schwerspat bereits im 18. Jahrhundert in der Bergmannsprache verbreitet, wurde allerdings für eine schwere Art von Gips angesehen. So ordnet auch Axel Frederic Cronstedt (1722–1765) den Schwerspat als „Gipsspat“ beziehungsweise „Schwerer Spat“ als Marmor metallicum (schwedisch Tungspat) ein. Die chemische Zusammensetzung konnte erst 1774 unabhängig voneinander durch Carl Wilhelm Scheele und Johan Gottlieb Gahn ermittelt werden. Die chemische Verbindung wurde zu dieser Zeit unter verschiedenen Bezeichnungen bekannt wie unter anderem terra ponderosa (Schwererde) nach Torbern Olof Bergmann (1735–1784) und baryte in Frankreich.
Den bis heute gültigen Namen Baryt für das Mineral prägte um 1800 Dietrich Ludwig Gustav Karsten in der von ihm verfassten, ersten Edition der Mineralogischen Tabellen (Berlin, 1800).
Baryt war bereits lange vor der Gründung der International Mineralogical Association (IMA) bekannt und als eigenständige Mineralart anerkannt. Damit hätte Baryt theoretisch den Status eines grandfathered Mineral. In der 1971 erfolgten Publikation der IMA: Commission on new minerals and mineral names wurde allerdings die Schreibweise Baryt (englisch Baryte) als einzig international gültige festgelegt und die anderen Bezeichnungen wie Barit(e), Barytin(e), Barytit(e) oder Schwerspat(h) als Synonyme diskreditiert. Da dies automatisch eine nachträgliche Ankerkennung für den Baryt bedeutete, wird das Mineral seitdem in der „Liste der Minerale und Mineralnamen“ der IMA unter der Summenanerkennung „1971 s.p.“ (special procedure) geführt.
Von der Vereinigung der Freunde der Mineralogie und Geologie wurde Baryt 2023 zum Mineral des Jahres in Deutschland und Österreich gewählt.

## Klassifikation
Bereits in der veralteten 8. Auflage der Mineralsystematik nach Strunz gehörte der Baryt zur Mineralklasse der „Sulfate, Chromate, Molybdate und Wolframate“ (einschließlich einiger Selenate und Tellurate) und dort zur Abteilung „Wasserfreie Sulfate ohne fremde Anionen“, wo er gemeinsam mit Anglesit, Coelestin und Itoit in der „Baryt-Reihe“ mit der Systemnummer VI/A.08 steht.
In der zuletzt 2018 überarbeiteten Lapis-Systematik nach Stefan Weiß, die formal auf der alten Systematik von Karl Hugo Strunz in der 8. Auflage basiert, erhielt das Mineral die System- und Mineralnummer VI/A.09-020. Dies entspricht ebenfalls der Abteilung „Wasserfreie Sulfate [SO4]2−, ohne fremde Anionen“, wo Baryt zusammen mit Anglesit, Coelestin und Hashemit die „Barytgruppe“ mit der Systemnummer VI/A.09 bildet.
Auch die von der International Mineralogical Association (IMA) zuletzt 2009 aktualisierte 9. Auflage der Strunz’schen Mineralsystematik ordnet den Baryt in die Abteilung „Sulfate (Selenate usw.) ohne zusätzliche Anionen, ohne H2O“ ein. Diese ist allerdings weiter unterteilt nach der relativen Größe der beteiligten Kationen. Das Mineral ist hier entsprechend seiner Zusammensetzung in der Unterabteilung „Mit ausschließlich großen Kationen“ zu finden, wo es zusammen mit Anglesit, Coelestin und Olsacherit die „Barytgruppe“ mit der Systemnummer 7.AD.35 bildet.
In der vorwiegend im englischen Sprachraum gebräuchlichen Systematik der Minerale nach Dana hat Baryt die System- und Mineralnummer 28.03.01.01. Das entspricht der Klasse der „Sulfate, Chromate und Molybdate“ und dort der Abteilung „Sulfate“. Hier findet er sich innerhalb der Unterabteilung „Wasserfreie Säuren und Sulfate (A2+)XO4“ in der „Barytgruppe“, in der auch Coelestin und Anglesit eingeordnet sind.

## Kristallstruktur

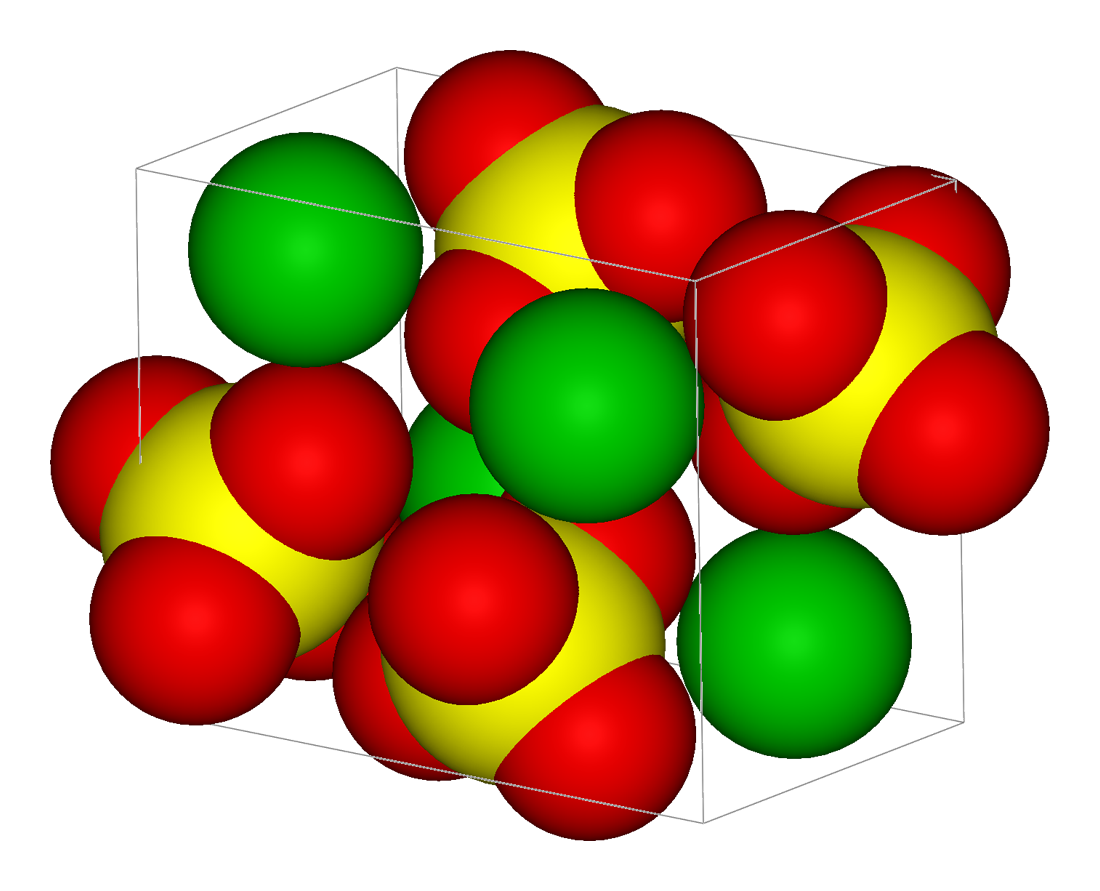
Elementarzelle von Baryt
1. 0AD40A Ba^{2+} #FFF841 S^{6+} #EE0000 O^{2−}

Baryt kristallisiert orthorhombisch in der Raumgruppe Pnma (Raumgruppen-Nr. 62) mit den Gitterparametern a = 8,88 Å; b = 5,46 Å und c = 7,16 Å sowie 4 Formeleinheiten pro Elementarzelle.
Der Anionenkomplex [SO4]2− bildet dabei einen leicht verzerrten Tetraeder mit Schwefel im Mittelpunkt und Sauerstoff an den vier Ecken. Innerhalb des Anionenkomplexes herrscht kovalente Bindung, zwischen dem Barium2+-Ion und den jeweils 12 umgebenden Sauerstoffionen dagegen Ionenbindung.

## Eigenschaften
Baryt ist in Wasser nahezu unlöslich und deshalb im Gegensatz zu anderen Bariumverbindungen nicht giftig. Es ist auch chemisch recht beständig und löst sich selbst in heißer, konzentrierter Schwefelsäure nur langsam. Beim Erhitzen neigt das Mineral zur Rissbildung und erzeugt eine gelbgrüne Flammfärbung.
Unter Anregung mit UV-Licht zeigen einige Baryte eine gelbliche, orange oder rosafarbene Fluoreszenz. Hervorgerufen wird diese Emission durch Verunreinigungen mit Elementen wie Mangan oder Chrom. Gelegentlich kann auch Phosphoreszenz beobachtet werden, was auf Defektstellen im Kristallgitter zurückzuführen ist.

## Varietäten und Modifikationen
Radiobaryt enthält geringe Anteile von Radium im Promillebereich, die das Barium in der Struktur teilweise ersetzen. Abhängig vom Radiumgehalt kann es das Mineral mit der stärksten natürlichen Radioaktivität sein: In einer Einzelprobe wurden 31,8 MBq/g nachgewiesen. Baryte mit mehr als 70 Bq/g werden im Allgemeinen bereits als Radiobaryte angesprochen.

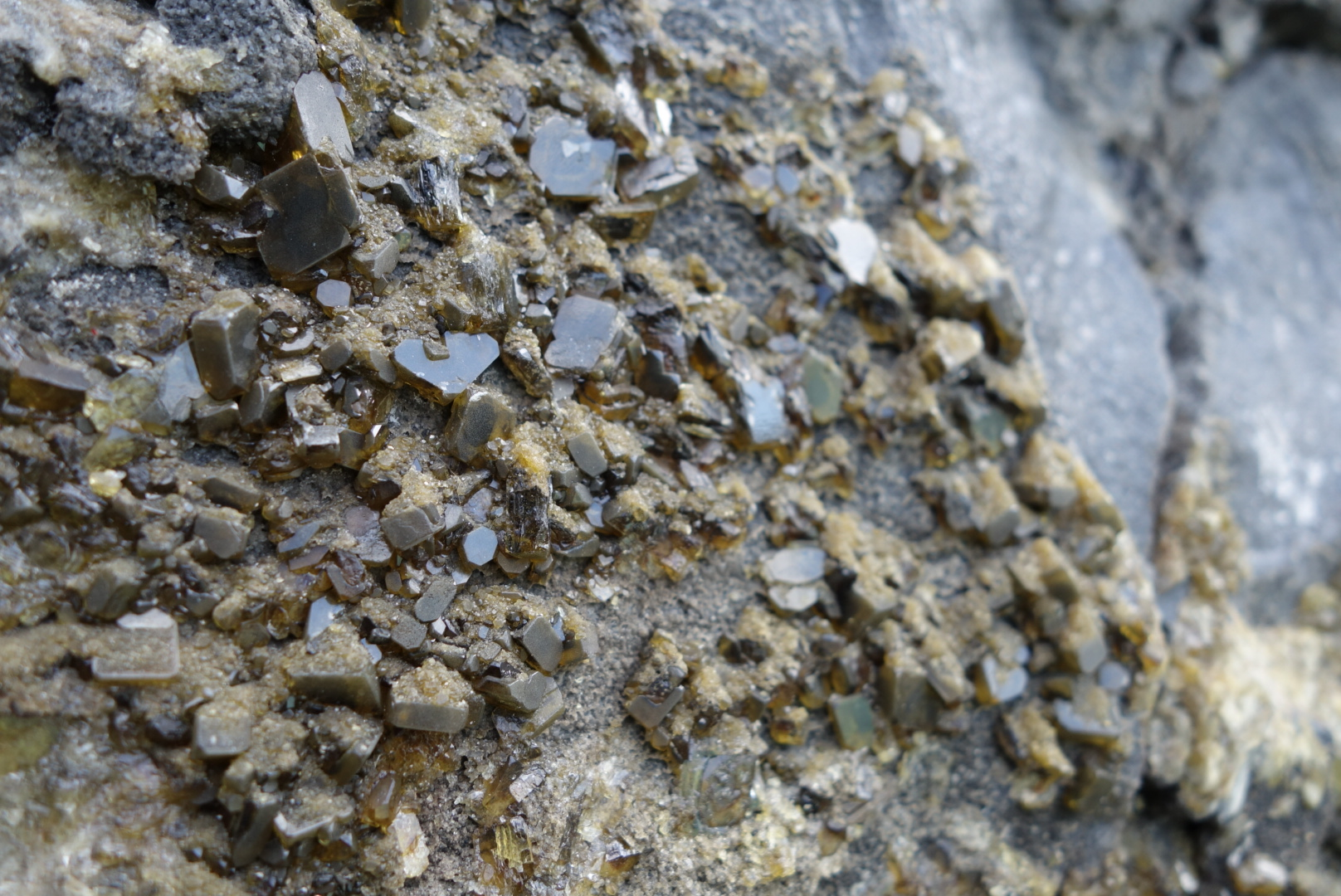
Radiobaryt aus Jenikov-Lahost, Tschechische Republik

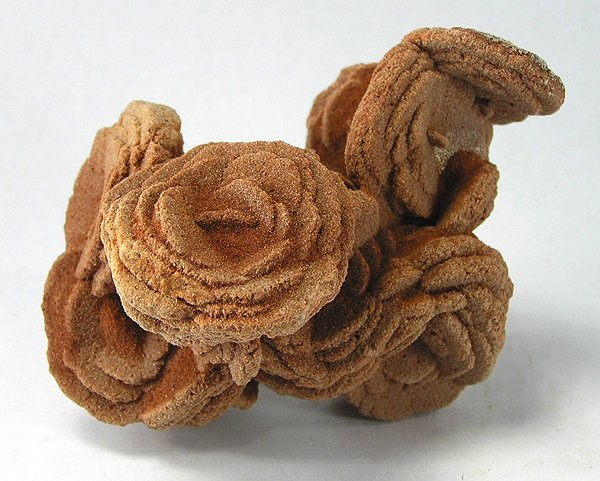
Barytrose aus Oklahoma, USA

In wüstenhaftem Klima entstehen als besondere Wachstumsform, bei der zwischen den tafeligen Kristallen Sandkörner eingeschlossen werden, die sogenannten Barytrosen. Diese ähneln den Sandrosen und werden unter ähnlichen Bedingungen gebildet.
Als Hokutolith wird eine bleihaltige und gelegentlich auch radiumhaltige Baryt-Varietät bezeichnet.

## Bildung
Baryt bildet sich aus hydrothermalen Lösungen oder auch sedimentär, teilweise unter Mitwirkung biologischer Prozesse. Vergesellschaftet ist er überwiegend mit Calcit, Dolomit, Fluorit, Galenit, Gips, Rhodochrosit, Sphalerit und Stibnit, kann aber auch mit vielen anderen Mineralen zusammen gefunden werden.

### Sedimentär-exhalative Lagerstätten
Die bedeutendsten Lagerstättentypen sind SEDEX-Lagerstätten. Da Bariumsulfat nur sehr schwer löslich ist, findet eine Ausfällung des Minerals häufig an Orten statt, an denen sich barium- und sulfatreiche Lösungen mischen. So bilden sich die submarinen SEDEX-Lagerstätten bei der Mischung aufsteigender bariumreicher Hydrothermallösungen mit sulfathaltigem Meerwasser. Dieser Lagerstättentyp kann einige Millionen bis Milliarden Tonnen Baryt enthalten, die oftmals, aber nicht immer, mit Pb-Zn-Ag-haltigen Massivsulfiden vergesellschaftet sind. Beispiele sind die Lagerstätten in der Brooks Range in Alaska mit etwa zwei Milliarden Tonnen Baryt, der Nevada-Barytgürtel in den USA oder die Lagerstätten Meggen und Rammelsberg in Deutschland (beide stillgelegt).

### Ganglagerstätten
Ganglagerstätten bilden sich auf Spalten in verschiedensten Gesteinen. Die Gänge können mehrere Meter mächtig werden und einige Millionen Tonnen Baryt enthalten. Oftmals kommen auf den Gängen neben Baryt auch Fluorit, Quarz, Calcit und verschiedene Sulfide vor.

## Fundorte

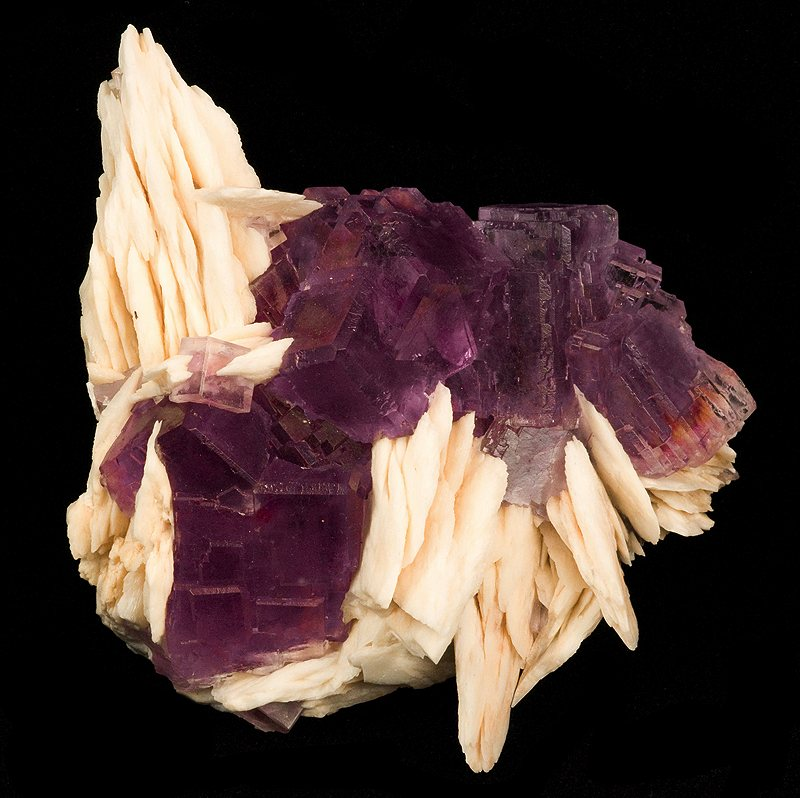
Baryt und Fluorit aus der La Cabaña Mine, Ribadesella, Asturien, Spanien

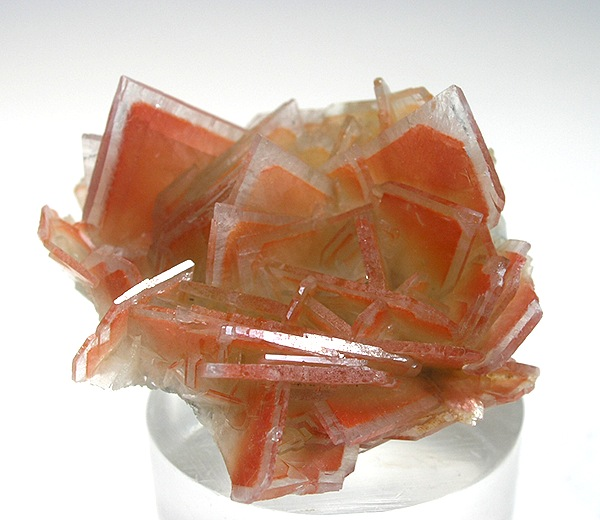
Innig mit Realgar verwachsener Baryt aus Baia Sprie, Rumänien

### Deutschland

#### Aktiv
In Deutschland wird derzeit Baryt in der Grube Clara in Oberwolfach im Schwarzwald abgebaut. 
In der Grube Niederschlag bei Bärenstein im Erzgebirge wurde 2013 mit dem Abbau von Fluorit und Baryt begonnen.
Die Lagerstätte Gehren bei Ilmenau im Thüringer Wald wurde von 2005 bis 2008 erschlossen, lag dann lange mangels Absatz still und wird seit 2022 für den Abbau vorbereitet.

#### Stillgelegt
Bis Juni 2007 wurde noch bei Bad Lauterberg im Harz auf der Grube Wolkenhügel und im Schwerspatbergwerk Dreislar im Sauerland Baryt gewonnen und noch bis 1997 in der Grube Käfersteige auf dem Gebiet der Stadt Pforzheim. Bis 1991 waren im sächsischen Vogtland die Lagerstätte Brunndöbra und im thüringischen Trusetal die Lagerstätten Mommel und Hühn in Betrieb. Weniger bedeutende Reviere lagen im Richelsdorfer Gebirge bei Sontra, im Spessart z. B. bei Rechtenbach, Partenstein, Frammersbach, Hain im Spessart (Grube Elisabeth im Seebachtal) und Heigenbrücken (Grube Bächles) und im Saarland bei Nohfelden-Eisen. Zwischen den Dörfern Aue und Haindorf (Schmalkalden) gab es von 1887 bis 1978 eine Schwerspatmühle, die „Auehütte“. Die Bahnstation trägt heute noch diesen Namen. Die Hütte wurde 1887 in dem Gebäude des Walzwerkes einer vorherigen Eisenverhüttung von der Familie Utendörffer eingerichtet. Als VEB in der DDR schloss sie 1978.
In Hartenrod, heute Bad Endbach im Landkreis Marburg-Biedenkopf (Hessen), wurden in den Gruben „Bismarck“ ab 1884 und „Koppe“ von 1919 bis 1957 ein hochwertiges Schwerspatvorkommen abgebaut und in der angeschlossenen Spatmühle verarbeitet. Im Odenwald wurde zwischen 1800 und 1939 an drei wichtigen Standorten Baryt gefördert: in Schriesheim an der Bergstraße entlang der Klüfte der Schriesheim-Formation, in Klein-Umstadt (heute Stadtteil von Groß-Umstadt) (von 1839 bis 1931 etwa 650.000 Tonnen barythaltiges Gestein) und im zentralen Bereich des Odenwaldes um Reichelsheim zwischen Ober-Kainsbach und Ober-Ostern. 
Weitere Fundorte in Deutschland sind unter anderem Freiberg, Ruschberg (Grube Clarashall), Halsbrücke, Pöhla, Uersfeld (Bergwerk Bergkrone), Schwerspatgruben Leutnitz (Königsee, Thüringen), der Harz, das Lahn-Dill-Gebiet, das Christophstal bei Freudenstadt (Grube Christophstollen), der Thüringer Wald und das östliche Kyffhäusergebirge. Außerdem gab es Schwerspatabbau in der „Grube Marie“ (zwischen Oberbach und Wildflecken) im Landkreis Bad Kissingen.

### International bedeutende Lagerstätten
Alston Moor, Cumbria, Frizington, Mowbray und Isle of Arran (deren Vorkommen bereits seit 1770 bekannt sind) in Großbritannien, Iglesias auf Sardinien, Baia Sprie und Cavnic in Rumänien, Banská Štiavnica in der Slowakei, Dědova hora und Příbram in Tschechien, sowie Elk Creek/South Dakota in den USA.

### Weitere Fundorte
Insgesamt konnte Baryt bisher (Stand: 2011) an rund 8600 Fundorten nachgewiesen werden, so auch in Gesteinsproben des Mittelatlantischen Rückens und des Zentralindischen Rückens und an mehreren Orten des Pazifischen Ozeans. Außerhalb der Erde fand sich Baryt noch auf dem Mond, genauer in den Gesteinsproben in der Nähe der Landeplätze von Luna 16 (Mare Fecunditatis), 20 und 24 (Mare Crisium).
Der weltweite Abbau von Baryt verteilt sich wie folgt:
| Land                | 2019                | 2020  | Reserven |
| ------------------- | ------------------- | ----- | -------- |
|                     | (in tausend Tonnen) |       |          |
| Volksrepublik China | 2.800               | 2.800 | 36.000   |
| Indien              | 2.000               | 1.600 | 51.000   |
| Iran                | 202                 | 202   | 100.000  |
| Kasachstan          | 597                 | 445   | 85.000   |
| Laos                | 440                 | 180   | n.bek.   |
| Mexiko              | 384                 | 323   | n.bek.   |
| Marokko             | 1.100               | 410   | n.bek.   |
| Pakistan            | 110                 | 86    | 40.000   |
| Russland            | 160                 | 287   | 12.000   |
| Türkei              | 250                 | 180   | 35.000   |
| Vereinigte Staaten  | 414                 | n.bek | n.bek.   |
| Andere Länder       | 418                 | 329   | 30.000   |
| Gesamt (gerundet)   | 8.870               | 6.840 | 390.000  |

## Verwendung
Die Hauptverwendung für Baryt ist in der Tiefbohrtechnik als Zusatz für Bohrspülungen. Der Grund hierfür ist die hohe Dichte des Baryts, mit dem ein hoher Schweredruck in der Flüssigkeit erzielt wird, der das Bohrloch stabilisiert und es ermöglicht, das durch den Bohrmeißel zerkleinerte Gestein an die Erdoberfläche zu transportieren.
Des Weiteren wird Baryt zur Herstellung von weißen Pigmenten wie Lithopone und von fotografischen Papieren verwendet und ist selbst auch im Colour Index unter C.I. Pigment White 22 und C.I. 77120 gelistet. Es ist ebenso Bestandteil von Schwerbeton wie von Kontrastmitteln bei Röntgenuntersuchungen des Magens. Baryt wird außerdem als Rohstoff zur Gewinnung von Barium abgebaut.
In der Automobilindustrie wird Baryt Kunststoffen und Dämmmatten beigemischt, um die Schalldurchlässigkeit zu vermindern.
Als Schmuckstein wird Baryt nur selten verwendet, da er zu weich (Mohs-Härte 3 bis 3,5) und empfindlich (vollkommene Spaltbarkeit) ist. Er wird von Sammlern bevorzugt in Form eines facettierten Achtecks geschliffen.
Als Zuschlagsstoff wird Schwerspat benutzt, um die Strahlendurchlässigkeit von Beton zu vermindern (Barytbeton). Einsatzgebiet sind beispielsweise Wände in Röntgenräumen im Krankenhaus oder Behandlungsräume in der Strahlentherapie.